# Henry Cardot
Pour les articles homonymes, voir Cardot.
Henry Cardot, né Léon Amédée Louis Henry Cardot le 26 juin 1886 à Stenay,, et mort le 29 janvier 1942 à Lyon,, est un biologiste français, spécialisé d'abord en microbiologie, puis en biologie marine, et professeur de physiologie générale et comparée à la faculté des sciences de l'université de Lyon,.

## Biographie

### Enfance et formation
Henry Cardot est le fils du bryologue Jules Cardot et de son épouse, Marie Piré,, fille du botaniste belge Louis Piré et nièce du malacologue Philippe Dautzenberg.
Il est né en 1886 au domicile de ses parents, le domaine de la Jardinette,, à Stenay, où il a passé une partie de son enfance.
Après des études secondaires au lycée de Charleville, il intègre le lycée Saint-Louis, où il est élève d'Albert Dastre.
En 1910, Henry Cardot est reçu premier à l'agrégation de sciences naturelles et obtient subséquemment une bourse pour préparer une thèse de doctorat avec Louis Lapicque.

### Début de carrière
En 1912, il soutient sa thèse Sur les actions polaires dans l'excitation galvanique du nerf moteur et du muscle.
Docteur ès Sciences, il devient préparateur à l'institut Marey, puis, à partir de 1917, préparateur et chef de laboratoire à la Faculté de médecine de Paris, où il est un collaborateur et ami de Charles Richet, et travaille également à de nombreuses reprises avec son ami Henri Laugier,.
En 1913, il épouse Charlotte Lefschetz, sœur de Solomon Lefschetz, dont il a un fils, Claude, en 1919,.
Entre 1919 et 1927, il enseigne le cours d'histoire naturelle préparatoire aux Écoles d'Agriculture au Collège Sainte-Barbe.

### Professeur de physiologie
En 1927, il est nommé à la chaire de physiologie générale et comparée de l'université de Lyon, succédant à Raphaël Dubois et Edmond Couvreur, et devient directeur de la station maritime de biologie de Tamaris, à La Seyne-sur-Mer, qui est rattachée à la faculté des sciences de Lyon.
À Tamaris, il invite de nombreux chercheurs français et étrangers : Léon Binet, Jeanne Lévy, Zhang Xi, Alexandre Blanchetière, Charles Richet, Eudoxie Bachrach, Georges Henri Roger, Jean Verne.
Il encadre plusieurs thèses dont celles de Jean Roche et d'Angélique Arvanitaki.
Il entame la direction de la thèse de Zhu Xihou mais meurt le 29 janvier 1942, avant qu'elle ne soit achevée.

## Contributions scientifiques
Henry Cardot a été, dès sa thèse, un pionnier de l'électrophysiologie,,, dans l'étude de l'activité électrique des nerfs et des muscles, et notamment contribué à l'étude de l'automatisme cardiaque chez les invertébrés. À la fin des années 1930, il co-signe plusieurs publications avec Angélique Arvanitaki sur l'activité nerveuse des gastéropodes (helix puis aplysia).
Il a également fait de nombreuses contributions en microbiologie, en collaboration avec Richet et avec les autres membres du laboratoire de la Sorbonne.
Il a enfin fait quelques contributions en botanique et en malacologie.

### Publications
- Henry Cardot et O. Lepointe, Catalogue des mollusques des environs de Montmédy, 1901
- Louis Lapicque (dir.) et Henry Cardot, Sur les actions polaires dans l'excitation galvanique du nerf moteur et du muscle, 1912 (SUDOC 027644464)
- Henry Cardot et Charles Richet, « Influence d'élévations thermiques faibles et brèves sur la marche des fermentations », Comptes rendus hebdomadaires des séances de l'Académie des sciences, no 163,‎ 1916 (lire en ligne)
- Henry Cardot et Charles Richet, « D'un nouveau procédé de dosage des matières réductrices de l'urine », Comptes rendus hebdomadaires des séances de l'Académie des sciences, no 165,‎ 1917, p. 258 (lire en ligne)
- Henry Cardot et Charlotte Cardot, « Analogie entre les ferments lactiques et les Streptocoques, au point de vue de l'action des antiseptiques », Comptes rendus hebdomadaires des séances de l'Académie des sciences, no 165,‎ 1917, p. 272 (lire en ligne)
- Henry Cardot et Henri Laugier, « Excitation Unipolaire Et Inversion De L'Électrotonus : (réponse à A. Hanák) », Archives internationales de physiologie,‎ 20 décembre 1922 (ISSN 0301-4541, DOI 10.3109/13813452309145974).
- Henry Cardot, « Aperçus sur l'évolution de la physiologie et sur l'oeuvre des physiologistes lyonnais », Revue Scientifique,‎ 14 janvier 1928 (lire en ligne)
- Henry Cardot et Valentine Bonnet, « Variation du nombre de globules rouges dans le sang circulant des Batraciens et des Poissons », Annales de physiologie et de physicochimie biologique,‎ 1929 (lire en ligne)
- Henry Cardot et Henri Laugier, « Le réflexe linguo-maxillaire (ultimum reflex) », Comptes rendus hebdomadaires des séances de l’Académie des sciences, t. 174,‎ 1922
- Henry Cardot et Claude Fromageot, Propriétés générales du nerf et du muscle : contraction musculaire (juillet 1937-juillet 1938), 1938

### Édition
- co-Dirige (avec Charles Richet puis Léon Binet) le Journal de Physiologie et de Pathologie Générale pour la physiologie de 1931 jusqu'à son décès, après en avoir été secrétaire de rédaction.

### Récompenses
- Prix J.V. Laborde de la Société de Biologie en 1915[21],[9],[13].
- Prix Lallemand de l'Académie des Sciences avec Henri Laugier, en 1918[22] pour leur travail sur l'activité électrique des nerf et en 1924[23] pour leur découverte et leur étude du réflexe linguo-maxillaire.
- Prix La Caze de l'Académie des sciences en 1940[24].